# Исянбетово
Исянбе́тово, также Исянбе́т (баш. Иҫәнбәт) — деревня в Баймакском районе Республики Башкортостан Российской Федерации. Входит в состав Кусеевского сельсовета.

## География

### Географическое положение
Расположена на левом берегу реки Туялас.
Расстояние до:
- районного центра (Баймак): 53 км,
- центра сельсовета (Кусеево): 13 км,
- ближайшей железнодорожной станции (Сибай): 28 км.

## Население
| 2002 | 2009 | 2010 |
| ---- | ---- | ---- |
| 208  | ↘205 | ↘204 |

Согласно переписи 2002 года, преобладающая национальность — башкиры (100 %).

## Известные уроженцы
- Фатхуллин, Ашраф Ахметович (10 марта 1927 — 26 декабря 2004) — горный мастер рудника Учалинского горно-обогатительного комбината, Герой Социалистического Труда.
- Заманов, Масхут Файзрахманович (15 января 1914 – 16 февраля 1988) — комбайнёр Сибайского совхоза, Герой Социалистического Труда. Участник советско-финской войны.